# Bonifacio del Carril
Bonifacio del Carril (Buenos Aires, 14 de abril de 1911-Ibidem, 23 de diciembre de 1994) fue abogado, diplomático, historiador, traductor y escritor argentino.

## Biografía
Nació en Buenos Aires el 14 de abril de 1911, siendo sus padres Bonifacio Manuel del Carril y María Ángela de la Cruz Seré. A través de su padre descendía de Salvador María del Carril.

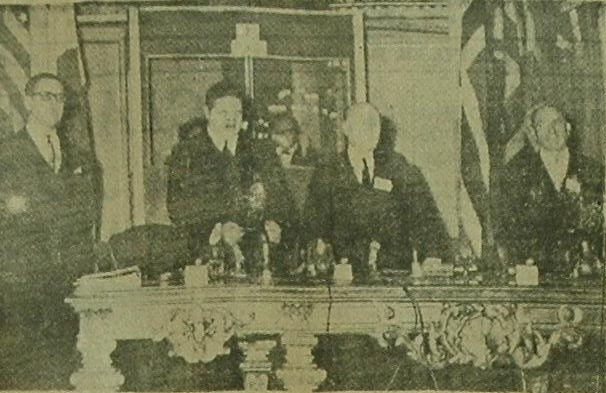
El ministro Del Carril (segundo desde la izquierda), presidiendo una reunión consultiva del Tratado Antártico (1962).

Doctor en derecho por la Universidad de Buenos Aires, fue Subsecretario del Interior en 1944 (presidencia de Pedro Pablo Ramírez), ministro de Relaciones Exteriores en 1962 —durante la presidencia de José María Guido— y embajador extraordinario ante las Naciones Unidas en 1965 (presidencia de Arturo Illia), para el debate sobre las islas Malvinas que culminó con la Resolución 2065, un triunfo diplomático argentino. El motivo se debió a los conocimientos que tenía sobre la historia del archipiélago.. En septiembre de 1955 y en carácter de Auditor General del 2.º Ejército, acompañó al general Julio Alberto Lagos en la sublevación de esa unidad de batalla desplegada en las provincias de Cuyo, en apoyo de la Revolución Libertadora encabezada por el general Eduardo Lonardi.
En el debate de la resolución, expuso ante la Comisión Política Especial y de Descolonización (Cuarta Comisión) de la Asamblea General, un segundo alegato en defensa de los derechos de soberanía argentinos (el primero había sido expresado por José María Ruda). Allí, del Carril introdujo valoraciones históricas y aportó datos de fuentes británicas obtenidas por él.
Miembro de la Academia Nacional de la Historia de la República Argentina. Tres veces Presidente de la Academia Nacional de Bellas Artes.
Colaboró durante cuarenta años con el diario La Nación. Publicó más de trescientos artículos y más de sesenta libros y folletos sobre política, historia, arte e iconografía argentina.
Promovió y propuso varias ideas tanto en política como en cultura, como el sistema de balotaje, las elecciones primarias abiertas, el período presidencial de cuatro años y la ley de libre circulación de bienes culturales. 
Durante el autodenominado Proceso de Reorganización Nacional instaurado en Argentina luego del golpe cívico-militar de 1976, Del Carril participó en diversas actividades organizadas por el gobierno para mejorar su imagen en el exterior, fuertemente afectada por las denuncias internacionales de violación a los derechos humanos. Siguiendo las recomendaciones de la agencia norteamericana de relaciones públicas Burson-Marsteller de “usar celebridades especialmente seleccionadas y entrenadas para viajar por diferentes países y hablar sobre Argentina y qué ofrece el país a los turistas”, el gobierno organizó una comitiva de figuras para acompañar el viaje del dictador Jorge Rafael Videla a Venezuela en 1977. Así, Del Carril (como presidente de la Academia Nacional de Bellas Artes), el corredor Juan Manuel Fangio y el Premio Nobel en Química Luis Federico Leloir integraron la comitiva argentina en Caracas que el 12 de mayo de 1977 acompañó el encuentro entre Videla y el presidente venezolano Carlos Andrés Pérez. 
Fue traductor al castellano de:
• El Principito, de Antoine de Saint-Exupéry, publicado en Argentina en el año 1951 
• El extranjero, de Albert Camus.
En 1992 recibió el Premio Consagración Nacional en ciencias históricas y sociales.

## Alguna de sus obras
- Buenos Aires frente al país (1944)
- Los Mendoza (1954)
- Crónica interna de la Revolución Libertadora (1959)
- La expedición Malaspina en los mares americanos del Sur (1961)
- El dominio de las Islas Malvinas (1964)
- Monumenta Iconographica: Paisajes, ciudades, tipos, usos y costumbres de la Argentina 1536-1860 (1964)
- Iconografía del general San Martín (1971)
- El gaucho (1978)
- Iconografía de Buenos Aires (1982)
- La cuestión de las Malvinas (1982) Biblioteca Argentina de Historia y Política ISBN 950-614-445-1
- Los indios en la Argentina (1992)